# 柏井園
柏井 園（かしわい えん、1870年7月22日（明治3年6月24日） - 1920年（大正9年）6月25日）は、日本のキリスト教伝道者、キリスト教史学者、キリスト教思想家、文明評論家である。大正時代の日本基督教会の指導者であった。

## 生涯

### 初期
1870年（明治3年）土佐国土佐郡福井村（現高知県高知市）に生まれる。片岡健吉が設立した高知中学生を卒業。高知共立学校を卒業する。1887年（明治20年）高知教会でグリナン宣教師から洗礼を受ける。1887年（明治20年）に同志社普通学部に入学する。1891年（明治24年）に卒業すると、高知英和女学校の教師になる。

### 明治学院、米国留学
1893年（明治26年）に植村正久に抜擢されて、明治学院の講師に就任する。そして、植村が編集していた福音新報の編集を手伝う。
1903年（明治36年）よりアメリカ合衆国のニューヨークにあるユニオン神学校に留学する。1905年（明治38年）に帰国し、明治学院神学部の教授に就任する。

### 東京神学社
その後、植村が設立した東京神学社に移籍する。その頃、警醒社の資金提供で始まった、明治元訳聖書の改訂作業に、聖書改訳会のメンバーとして内村鑑三、植村正久、小崎弘道らと共に参加するが、内村鑑三の脱退により半年余りで改訂委員会は空中分解する。
1906年YMCA（基督教青年会）同盟主事の主事になるが、翌1907年（明治40年）には東京神学社に戻り教頭になる。その後、1910年（明治43年）の日本基督教会同盟による改訳聖書（後の大正改訳聖書）のメンバーにも選ばれたが辞退する。

### 不敬罪
1917年（大正6年）に福音新報に田川大吉郎の「方法を知らぬ民」を掲載する。この文章が皇室冒涜罪（不敬罪）になり、田川は実刑判決で収監され、柏井も禁固2ヶ月、執行猶予2年の判決を受ける。この件で東京神学社を辞任し、二度と教壇には復帰しなかった。
1920年（大正9年）に白血病で死去する。墓所は雑司ヶ谷霊園。